# Ladislav Chudík
Ladislav Chudík (27. května 1924 Hronec – 29. června 2015 Bratislava) byl slovenský herec a divadelní pedagog. Na přelomu osmdesátých a devadesátých let 20. století působil na pozici ministra kultury Slovenské republiky v porevoluční vládě Milana Čiče.

## Život
Studoval gymnázium v Kremnici, Filozofickou fakultu Univerzity Komenského v Bratislavě (1943–1944) a dramatické oddělení Státní konzervatoře v Bratislavě. Od roku 1944 působil v činohře SND. Stal se uznávaným a velmi populárním hercem doma i v zahraničí. Věnoval se i pedagogické práci (roku 1964 získal titul docent). Roku 1968 na čas emigroval do Vídně, ale vrátil se zpět do vlasti.
Z množství jeho televizních rolí patří k nejúspěšnějším postava primáře Sovy v seriálu Nemocnice na kraji města (1977 a 1981). V rozhlase taktéž ztvárnil řadu postav a recitoval literární díla. Za své herecké mistrovství získal mnohá ocenění. V roce 1965 titul zasloužilý umělec, roku 1982 národní umělec a roku 1999 se stal prvním držitelem Ceny Jozefa Kronera za celoživotní dílo. V letech 1989–1990 byl ministrem kultury Slovenské republiky. Byl dvakrát ženatý, jeho druhá manželka Alena byla právničkou.
V roce 2010 obdržel Českého lva jako nejlepší herec ve vedlejší roli za film Kawasakiho růže, o týden později pak cenu Trebbia za celoživotní umělecký přínos.

## Významné funkce
- 1963–1966 – šéf činohry Slovenského národního divadla
- 1989–1990 – ministr kultury Slovenské republiky

## Ocenění a vyznamenání

### Ocenění
- Cena města Bratislavy
- Laureát Státní ceny Klementa Gottwalda
- zasloužilý umělec
- národní umělec
- Zlatý krokodýl
- Cena Nadace Pangea
- Hercova misia
- Cena Jozefa Kronera
- Křišťálové křídlo
- Igric (slovenská tvůrčí a filmová cena)
- OTO – síň slávy (slovenská televizní cena)
- Český lev (česká filmová cena)
- Cena Trebbia (mezinárodní kulturní a společenská cena)

### Státní vyznamenání
- Pribinův kříž I. třídy
- Řád Ľudovíta Štúra I. třídy
- Medaile Za zásluhy I. stupně (Česká republika)

### Čestné občanství
Hronec, Bratislava, Kremnica, Brezno, Trenčianske Teplice

## Filmografie
- 1947 – Varúj...! (Husár)
- 1948 – Bílá tma (věřící)
- 1948 – Vlčie diery (Štefan Svrčina)
- 1950 – Kozie mlieko (předseda jednotného zemědělského družstva)
- 1950 – Priehrada (betonář)
- 1951 – Boj sa skončí zajtra (poslanec KSČ)
- 1952 – Lazy sa pohli (Jano Kováč)
- 1952 – Nástup (Bagár)
- 1953 – Expres z Norimberka (příslušník StB Mareš)
- 1953 – Můj přítel Fabián (Trojan)
- 1956 – Neporažení (štábní kapitán Richter)
- 1958 – Černý prapor (major)
- 1958 – Posledný návrat (Peter)
- 1958 – V hodine dvanástej (velitel jednotky SS)
- 1959 – Kapitán Dabač (kapitán Vladimír Dabač)
- 1959 – Muž, ktorý sa nevrátil (Kovalský)
- 1960 – Osení (předseda JZD Kvapil)
- 1961 – Pieseň o sivom holubovi (Milanův otec)
- 1961 – Pohled do očí (Krepnár)
- 1961 – Zbabělec (učitel Bednár)
- 1962 – Polnočná omša (Paľo Kubiš)
- 1963 – Tvár v okne (Rajčáni)
- 1963 – Výhybka (Ferenčík)
- 1965 – Smrť prichádza v daždi (major Jakubec)
- 1966 – Vrah zo záhrobia (major Jakubec)
- 1967 – Volanie démonov (major Jakubec)
- 1968 – Niet inej cesty (von Hagern)
- 1970 – Luk královny Dorotky (důstojník, profesor)
- 1972 – Podezření (Born)
- 1974 – Do zbrane, kuruci! (plukovník Prónay)
- 1974 – Sokolovo (Ludvík Svoboda)
- 1974 – Trofej neznámeho strelca (Takáč)
- 1975 – Šepkajúci fantóm (major Jakubec)
- 1975 – Tri dni a tri noci (maď. Az idök kezdetén) – režisér Tamás Rényi, Maďarsko (generální ředitel průmyslového závodu baron Winkler)
- 1976 – Do posledného dychu (Röder)
- 1976 – Jeden stříbrný (Ing. Borodáč)
- 1976 – Osvobození Prahy (Ludvík Svoboda)
- 1976 – Vojaci slobody (Ludvík Svoboda)
- 1977 – seriál Nemocnice na kraji města (primář Sova)
- 1982 – Soľ nad zlato (král podzemí)
- 1983 – Putování Jana Amose (Jan Amos Komenský)
- 1983 – Výlet do mladosti (spisovatel Tomáš Štefan)
- 1985 – Zapomeňte na Mozarta (Joseph Haydn)
- 1986 – Velká filmová loupež (Jan Amos Komenský)
- 1999 – Všichni moji blízcí (starý Silberstein)
- 2003 – seriál Nemocnice na kraji města po dvaceti letech (primář Sova)
- 2008 – seriál Nemocnice na kraji města – nové osudy (primář Sova)
- 2009 – Kawasakiho růže (Kafka)
- 2016 – Rudý kapitán (farář)